# 칠패로
칠패로(Chilpae-ro)는 서울특별시 중구 중림동에서 남대문로4가까지 연결되는 서울특별시도로, 총 연장은 565m이다. 이름이 유래된 것은 칠패시장에서 유래된 도로명이기 때문이다.

## 역사
- 2010년 5월 26일 : 도로명으로 칠패로를 고시

## 주요 경유지
- 중구
  - 중림동 - 의주로2가 - 순화동 - 봉래동1가 - 남대문로4가

## 접촉하는 도로
- 청파로
- 통일로
- 세종대로

## 주요 건물 및 시설
- 서소문공원 (칠패로 5/의주로2가 16-4)
- 순화동더샵 (칠패로 27/순화동 151)
- 연세봉래빌딩 (칠패로 36/봉래동1가 5-41)
- 에이취에스비씨빌딩 (칠패로 37/봉래동1가 25)
- 우리빌딩 (칠패로 42/봉래동1가 5-36)
- 우남빌딩 (칠패로 46/봉래동1가 4-2)